# Ingmar Ström
Ingmar Valter Lorens Ström, född 21 maj 1912 i Solna församling, död 19 januari 2003 i Sofia församling i Stockholm, var en svensk präst. Han var biskop i Stockholms stift 1971–1979 och ordförande för Samfundet Sverige-Israel 1973–1975.

## Biografi
Ström präglades av uppväxten i Hagalund i Solna, där fadern var komminister, och erfarenheten därifrån betydde mycket för hans sätt att predika och för hans åsikter senare i livet. Han var redan före biskopstiden mycket uppmärksammad som förkunnare, teolog och debattör, inte minst under ett antal år som redaktör för tidningen Vår kyrka. Han skrev ett flertal böcker, däribland en populär men omdebatterad konfirmandlärobok, Kom och se!. Han medverkade ofta i radion med andakter. Han hade även i många år en spalt i tidningen Vi.
Ström företrädde en utpräglat liberal teologi. Han tog avstånd från läran om Jesu uppståndelse och gav evangeliernas vittnesbörd en förandligad innebörd. Berättelserna om Jesu underverk blev likaledes för honom tecken på vilket intryck Jesus gjorde på sina anhängare. Han fann läran om att man kommer till himlen endast genom en personlig tro på Jesus okristlig, och tog avstånd från tanken på de eviga straffen. Han ansåg också att mission borde ersättas med dialog med andra religioner och livsförklaringar. Han var även en aktiv förespråkare för kvinnliga präster och fri möjlighet till abort. 
Vid hans biskopsvigning 1971 vägrade biskoparna Bertil Gärtner och Helge Brattgård att deltaga. Vid den tiden arbetade dock Helge Brattgårds bror, prästen Karl-Erik Brattgård, med Ingmar Ström; Karl-Erik Brattgård såg sig nödgad att förklara för sin chef att "alla Brattgårdare inte ansåg lika".[källa behövs]
Ingmar Ström var son till Tord Ström och dotterson till Ored Palm. Han gifte sig den 11 april 1942 med Karin Birgitta Faxén, född 3 april 1917 i Östersund, död 15 mars 1984 i Lidingö. Makarna Ström är begravda på Lidingö kyrkogård.